# دهستان زابلی
دهستان زابلی، یکی از دهستان‌های بخش مرکزی شهرستان مهرستان در استان سیستان و بلوچستان ایران است. مرکز این دهستان، شهر مهرستان است.

## جمعیت
بر پایه سرشماری عمومی نفوس و مسکن در سال ۱۳۹۵، جمعیت دهستان زابلی برابر با ۲۴٬۰۶۳ نفر بوده‌است.